# Radiocine
Radiocine es una serie de comedias musicales breves compuestas e interpretadas por Alejandro Dolina, publicadas en forma de libro en 2002. 
Luego de grabar su opereta Lo que me costó el amor de Laura, Dolina reescribió y grabó cuatro obras originalmente realizadas en su programa radial La venganza será terrible. El resultado fue Radiocine, un libro acompañado de dos CD donde Dolina, Gabriel Rolón y otros colaboradores habituales interactúan con artistas invitados.

## Episodios
1. "El inspector Bouvard contra el rey de los disfraces"
2. "Que Dios se lo abone"
3. "Blancanieves, la leyenda continúa"
4. "El inspector Bouvard contra el ladrón de Belleza"

## En la radio
Además de los episodios citados, una treintena se emitieron en vivo por radio pero nunca fueron grabados ni comercializados oficialmente.

## Elenco
- Alejandro Dolina
- Alfredo Alcón
- Guillermo Fernández
- Víctor Hugo Morales
- Héctor Larrea
- Cecilia Milone
- Julia Zenko
- Gabriel Rolón
- Karina Beorlegui
- Pollo Mactas
- Guillermo Stronati
- María Marta Pizzi
- Ruth Attaguile

## Libro
- Dolina, A. Radiocine. Buenos Aires: Planeta, 2002. ISBN 950-490-993-0

- Datos: Q6096769